# Bindhyawasini
Bindhyawasini (nep. विन्द्यवासिनी) – gaun wikas samiti w zachodniej części Nepalu w strefie Seti w dystrykcie Achham. Według nepalskiego spisu powszechnego z 2011 roku liczył on 559 gospodarstw domowych i 3222 mieszkańców (1722 kobiety i 1500 mężczyzn).